# 神舟十三号
神舟十三号（简称神十三）是中国神舟系列飞船的第十三次飞行任务，也是中国载人航天工程的第二十一次任务与第八次载人飞行任务，于2021年10月16日在酒泉卫星发射中心使用长征二号F运载火箭发射升空。神舟十三号飞行乘组由翟志刚、王亚平和叶光富组成。
神舟十三号在同年6月份神舟十二号發射前早已在地面待命做整備。本次任务计划把三名航天员送到天宫空间站，并将在轨驻留6个月。此后，6个月的驻留就是航天员乘组在轨的常态。
神舟十三號於2022年4月15日左右脫離天和核心艙，隨後執行了一系列快速返回離軌程序，使航天器能夠在9小時內著陸，返回舱最终在2022年4月16日成功返回地球。本次任務以182天的总任务时长刷新了中國載人航天飞行任务的記錄，此前这一记录由神舟十二號所保持（在轨92天）。

## 背景
随着空间站关键技术验证阶段首次载人飞行任务神舟十二号任务在2021年9月顺利结束，以及为神舟十三号运送补给的天舟三号于同月升空对接空间站，神舟十三号已经具备了执行空间站关键技术验证阶段最后一次任务的条件。为验证空间站长期有人驻留技术，神舟十三号乘组将首次尝试在轨驻留6个月，任务计划于2021年10月开始，2022年4月结束。
相比神舟十二号的“两老带一新”，神舟十三号的乘组人员组成开创了“一老带二新”的新范式，即“一位第一批航天员+两位第二批航天员”，三名航天员分别是翟志刚（指令长）、王亚平、叶光富。其中翟志刚曾在13年前执行过神舟七号任务，当时他完成了中国首次舱外活动；王亚平曾在8年前执行过神舟十号任务；曾在2016年中国航天员中心与欧空局合作项目中早已公开露面的叶光富则是首次“飞天”。另外，神舟十三号的三名航天员曾担任神舟十二号的备份乘组。事实上，神舟十三号与空间站关键技术与验证阶段和建造阶段的其他3次飞行任务——神舟十二号至神舟十五号的乘组是一同在2019年12月选拔完成的，各任务采取“滚动备份”，前次任务的备份乘组即是下次任务的飞行乘组。

## 任务时间轴

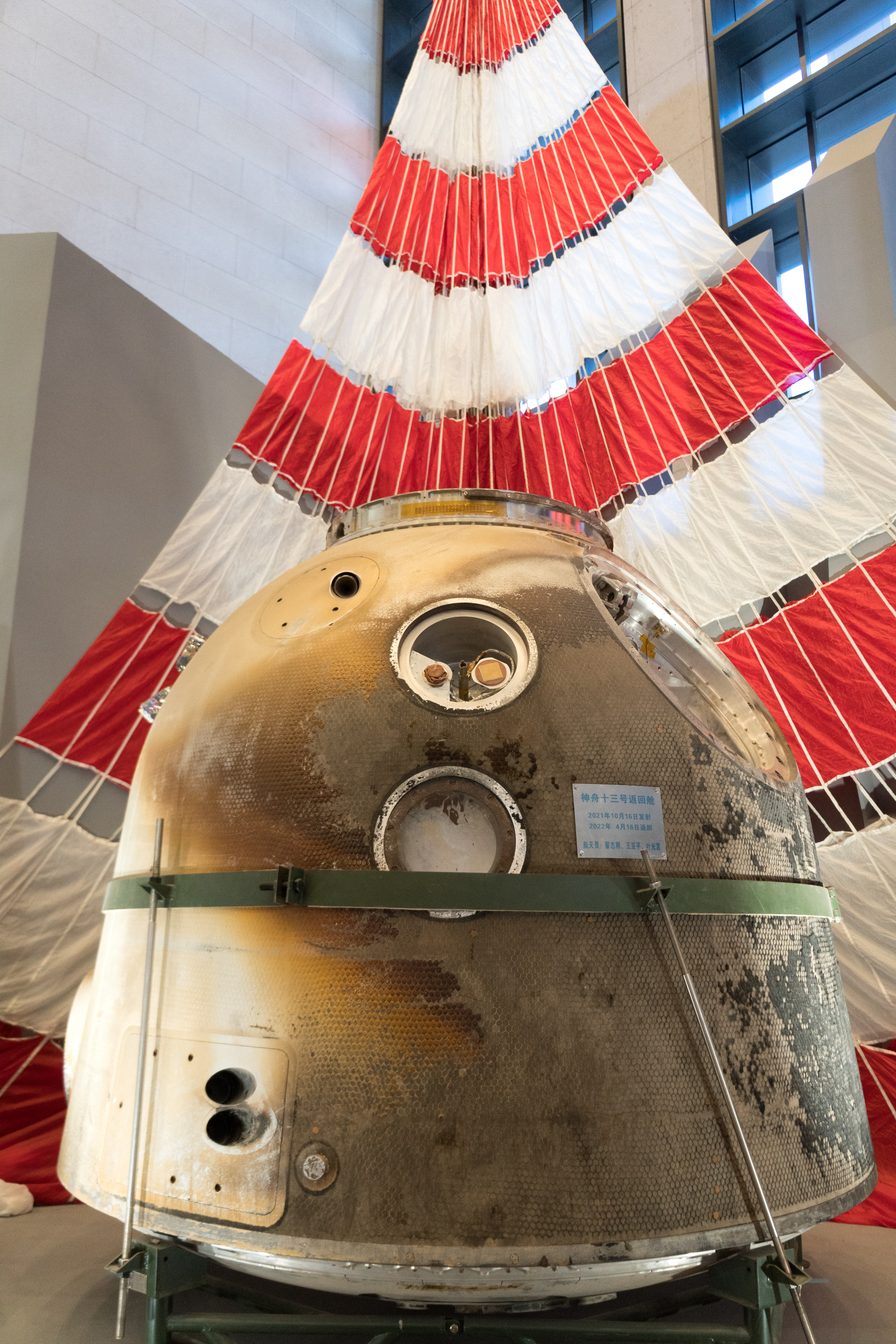
神舟十三号飞船返回舱与降落伞

- 2019年12月，神舟十三号航天员乘组确定为翟志刚、王亚平、叶光富3名航天员，但并未公布[8]。
- 2021年1月，长征二号F遥十三运载火箭在北京总装厂房进行测试[9]。
- 2021年6月17日，长征二号F遥十二火箭发射，长征二号F遥十三火箭完成准备工作，进入应急救援值班状态；神舟十三号载人飞船完成准备，具备快速发射和应急救援能力[10]。
- 2021年10月7日，神舟十三号载人飞船与长征二号F遥十三运载火箭组合体转运至发射区[11]。
- 2021年10月14日，神舟十三号航天员乘组公布确定为翟志刚、王亚平、叶光富3名航天员[12]。
- 2021年10月16日0时23分，翟志刚、王亚平、叶光富乘坐的神舟十三号载人飞船在酒泉卫星发射中心由长征二号F遥十三运载火箭成功发射至预定轨道。[13]本次发射任务代号为“TGZR2/SZ-13”。
- 2021年10月16日6时56分，神舟十三号采用自主快速交会对接模式成功对接于天和核心舱節點舱徑向对接口，与此前已对接的天舟二号和天舟三号货运飞船一起构成四舱（船）组合体，整个交会对接过程历时约6.5小时[14]。9时58分，神舟十三号乘组進驻天和核心艙，完成首次天地連線[15]。
- 2021年11月7日下午，神舟十三号航天员进行空间站首次出舱活动，由翟志刚、王亚平执行舱外任务，叶光富留守舱内配合操作指挥。这是首次有中國女性航天员進行太空漫步。
- 2021年11月15日，俄羅斯用ASAT武器擊毀了宇宙1408號衛星，高速碎片雲覆蓋了低地軌道，導致國際太空站採取緊急避難程序，經評估天宮太空員同樣受到俄製太空垃圾的威脅。16日的中國外交部記者會上發言人收到對中國航天有何影響的提問時，趙立堅表示注意到有關報道，但強調進行有關評論是為時尚早[16]。
- 2021年12月9日15时40分至16时40分，神舟十三号乘组进行了空间站的首次太空授课活动，其中包括空间站工作生活场景和微重力环境下细胞学实验、人体运动、液体表面张力等现象[17]。
- 2021年12月26日下午，神舟十三号航天员进行空间站第二次出舱活动，由翟志刚、叶光富进行舱外任务，王亚平留守舱内进行操作指挥。
- 2022年3月23日15时40分，神舟十三号乘组进行空间站的第二次太空授课活动。
- 2022年4月10日3时，神舟十三号乘组在空间站回答美国学生提问。[18]
- 2022年4月16日0时44分，神舟十三号與天和核心艙成功實施分離。[19]此为首次实施快速返回。通过对飞行任务事件进行合理裁剪和调整、压缩操作时间，将返回所需时间压缩至5个飞行圈次[20]。9时6分，北京航天飞行控制中心通过地面测控站发出返回指令，神舟十三号载人飞船轨道舱与返回舱成功分离。9时30分，飞船返回制动发动机点火，返回舱与推进舱分离。
- 2022年4月16日9時56分，神舟十三号返回舱以直立姿态着陆于中国内蒙古自治区阿拉善盟额济纳旗赛汉陶来苏木东风着陆场（这也是神舟飞船任务迄今为止仅有的两次返回舱呈直立而非倾倒姿态之一，另一次为神舟六号）。[21]
- 2022年4月16日17時05分，神舟十三号的航天员乘组乘坐中国人民解放军空军专机B-4020抵达北京西郊机场，3名航天员随即进入医学隔离期。[22]

#### 神十三舱外活动列表
| 航天任务         | 航天员                      | 开始时间             | 结束时间             | 时间长度    | 工作内容                                                            |
| ---------------- | --------------------------- | -------------------- | -------------------- | ----------- | ------------------------------------------------------------------- |
| 神舟十三号 第1次 | 翟志刚, 第2次 王亚平, 第1次 | 2021年11月7日 18:51  | 2021年11月8日 01:16  | 6小时25分钟 | 机械臂悬挂装置与转接件安装、舱外典型动作测试等                      |
| 神舟十三号 第2次 | 翟志刚, 第3次 叶光富, 第1次 | 2021年12月26日 18:44 | 2021年12月27日 00:55 | 6小时11分钟 | 全景相机C抬升、舱外作业点脚限位器安装及相关工效验证、携物转移验证等 |

## 航天员
| 姓名   | 年龄 | 职责   | 飞行次数 | 飞行时间         | 轨道数 |
| ------ | ---- | ------ | -------- | ---------------- | ------ |
| 翟志刚 | 55岁 | 指令长 | 1        | 2天20小时18分钟  | 45圈   |
| 王亚平 | 41岁 |        | 1        | 14天14小时29分钟 | 233圈  |
| 叶光富 | 41岁 |        | 0        | －               | －     |

## 表彰
2022年6月21日，中共中央、国务院、中央军委决定，向翟志刚、王亚平颁发“二级航天功勋奖章”，授予叶光富“英雄航天员”荣誉称号并颁发“三级航天功勋奖章”。

## 轶事
神舟十三号任务期间，北京航天飞行控制中心的一位调度员高健因为频繁在任务直播中应答“北京明白”，而在社交媒体上吸引网友目光，也让网友更多了解调度团队在航天任务中的职责与故事。而他所属的调度团队中也有一位成员杨彦波在神舟八号任务中吸引网友，被戏称为“神八哥”，他目前也是该团队负责人。

## 图集

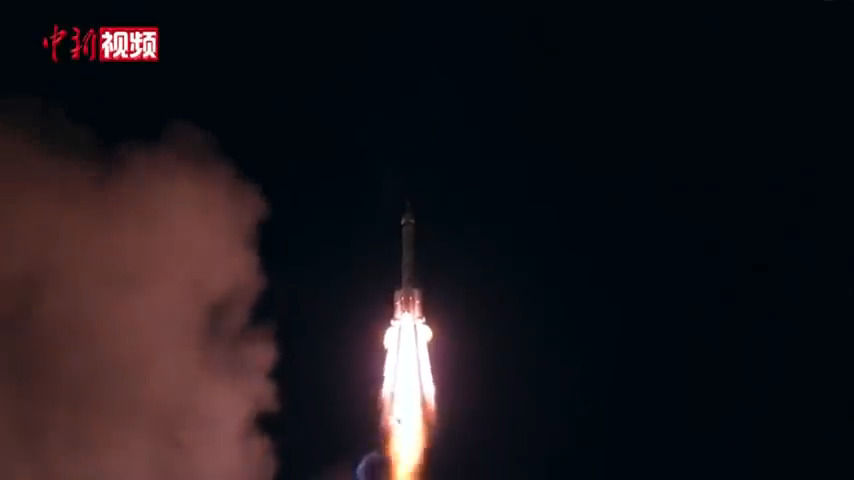
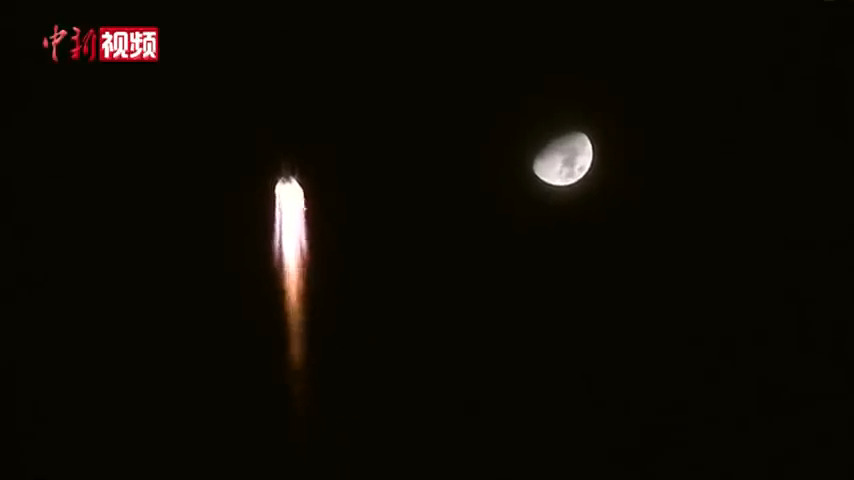
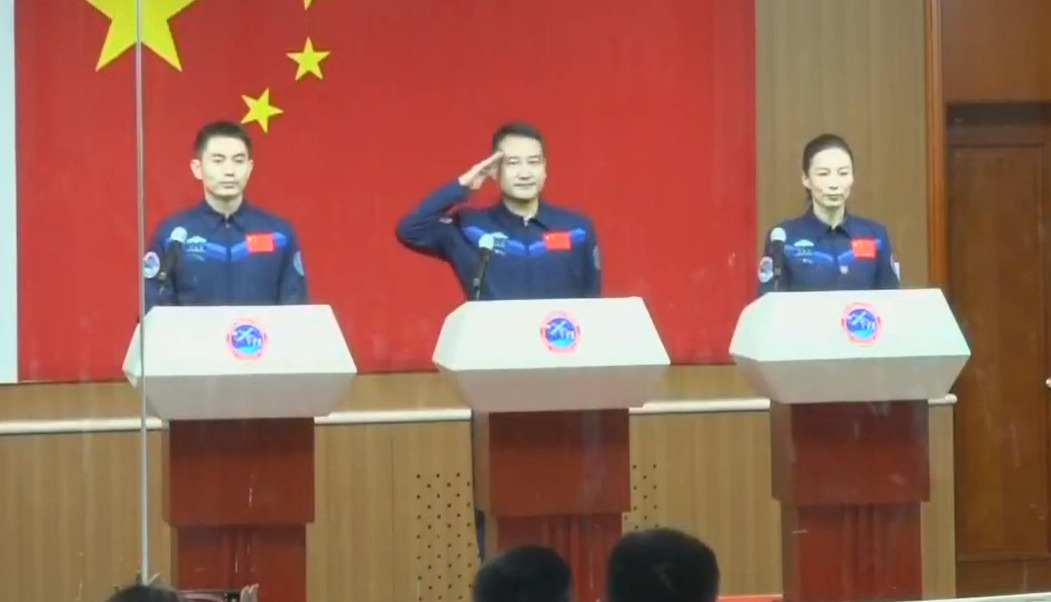
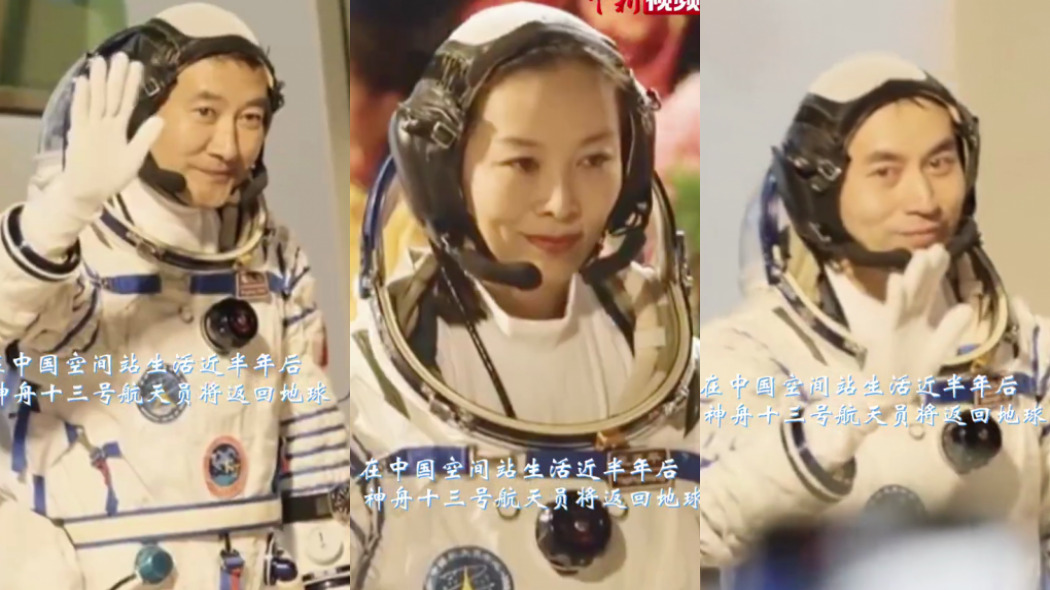